# Telesto (satélite)
Telesto es un satélite de Saturno. Descubierto por Smith, Reitsema, Larson y Fountain de la Universidad de Arizona en 1980 en observaciones desde la Tierra, fue llamado provisionalmente  S/1980 S 13. En 1983 se llamó oficialmente Telesto de la mitología griega. También se designa como Saturno XIII o Tetis B. Fue descubierto cuando los anillos de Saturno se veían desde la Tierra de canto. Esta orientación de los anillos reduce mucho la luz que difunden cuando contemplamos el planeta desde un telescopio y por tanto permiten la detección de débiles cuerpos en las proximidades de estos.
Telesto es un satélite troyano del sistema Saturno-Tetis, ocupando el punto lagrangiano (L 4 ) y por tanto es un satélite coorbital de Tetis, el cual se encuentra aproximadamente 60.o detrás. La luna Calipso ocupa el punto lagrangiano (L 5 ).